# Escudo del Timor portoghese
L'escudo è stata la valuta del Timor portoghese tra il 1959 e il 1976. Ha sostituito la pataca al cambio di 5,6 escudos = 1 pataca ed aveva valore pari a quello dell'escudo portoghese. È stato rimpiazzato dalla rupia indonesiana in seguito alla occupazione di Timor Est da parte dell'Indonesia. L'escudo era suddiviso in 100 centavos.
A Timor Est (l'ex Timor portoghese) è attualmente utilizzato il dollaro USA che circola insieme a monete locali.

## Monete
Le prime monete emesse, datate 1958, erano in tagli da 10, 30 e 60 centavos, 1, 3 e 6 escudos. I tagli inusuali delle monete (come anche per le banconote, si veda oltre) potrebbero essere stati dovuti al cambio con la valuta precedente. I pezzi da 10 e 30 centavos furono coniati in bronzo, quelli da 60 centavos e 1 escudo in cupro-nichel, e quelli da 3 e 6 escudos in argento. Nel 1964 fu introdotta la moneta in argento da 10 escudos, seguita, nel 1970, dai tagli più convenzionali da 20 e 50 centavos, 1, 2½, 5 e 10 escudos. I pezzi da 20 e 50 centavos e 1 escudo erano coniati in bronzo, quelli di valore superiore in cupro-nichel.

## Banconote
Le prime banconote, datate 1959, erano in tagli da 30, 60, 100 e 500 escudos. Nel 1967 furono introdotte le banconote da 20 e 50 escudos, seguite da quella da 1 000 escudos nel 1968. Tutta la carta moneta era emessa dal "Banco Nacional Ultramarino".